# Evolvulus corumbaensis
Evolvulus corumbaensis är en vindeväxtart som beskrevs av Frederico Carlos Hoehne. Evolvulus corumbaensis ingår i släktet Evolvulus och familjen vindeväxter. Inga underarter finns listade i Catalogue of Life.